# Allodia cincta
Allodia cincta är en tvåvingeart som beskrevs av Van Duzee 1928. Allodia cincta ingår i släktet Allodia och familjen svampmyggor.
Artens utbredningsområde är Kalifornien. Inga underarter finns listade i Catalogue of Life.